# Aleksander Dan
Aleksander Dan (właśc. Aleksander Weintraub) (ur. 6 stycznia 1897 we Lwowie, zm. 1943 tamże) – polski poeta i literat.

## Życiorys
Pochodził z lwowskiej rodziny żydowskiej, był synem Majera. W latach trzydziestych publikował w lwowskich Sygnałach i innych pismach lewicowych. Działał w MOPR i był blisko związany z KPP, w 1935 wszedł w skład grupy inicjatywnej powołanej przez KPP dla zorganizowania Zjazdu Pracowników Kultury, który odbył się w dniach 16-17 maja 1936. Za aktywną działalność lewicową został aresztowany w 1937 i uwięziony na dwa lata w lwowskim więzieniu Brygidki. Po zajęciu Lwowa przez ZSRR stał się czołowym dziennikarzem Czerwonego Sztandaru, pisząc głównie na tematy z dziedziny kultury. 19 listopada 1939 roku podpisał oświadczenie pisarzy polskich witające przyłączenie Zachodniej Ukrainy do Ukrainy Radzieckiej. 17 września 1940 roku wstąpił do Związku Radzieckich Pisarzy Ukrainy.
W 1943 został zamordowany przez hitlerowców we Lwowie w obozie eksterminacyjnym przy ul. Janowskiej.